# Tales from Topographic Oceans
Tales from Topographic Oceans je šesté studiové album britské skupiny Yes. Jedná se o dvojalbum, vydané ve většině zemích v prosinci roku 1973 pod značkou Atlantic Records, v Severní Americe album vyšlo v lednu 1974. Autorem obalu alba je Roger Dean.

## Seznam skladeb
Autorem veškeré hudby jsou Anderson, Howe, Squire, Wakeman a White. Autory textů jsou Anderson a Howe.
| Disk 1 | Disk 1                                           | Disk 1 |
| Pořadí | Název                                            | Délka  |
| ------ | ------------------------------------------------ | ------ |
| 1.     | The Revealing Science of God (Dance of the Dawn) | 20:25  |
| 2.     | The Remembering (High the Memory)                | 20:38  |

| Disk 2 | Disk 2                             | Disk 2 |
| Pořadí | Název                              | Délka  |
| ------ | ---------------------------------- | ------ |
| 3.     | The Ancient (Giants under the Sun) | 18:35  |
| 4.     | Ritual (Nous sommes du soleil)     | 21:37  |

## Obsazení
- Jon Anderson – zpěv, tympány, harfa, tamburína
- Steve Howe – kytara, tympány, zpěv
- Chris Squire – baskytara, tympány, zpěv
- Rick Wakeman – mellotron, Minimoog, Hammondovy varhany, klavír
- Alan White – bicí, perkuse